# Hilarographa rampayoha
Hilarographa rampayoha is een vlinder uit de familie bladrollers (Tortricidae). De wetenschappelijke naam van de soort is voor het eerst geldig gepubliceerd in 2009 door Józef Razowski.

## Type
- holotype: "male. leg. G.S. Robinson. genitalia slide no. 31843"
- instituut: BMNH. Londen, Engeland
- typelocatie: "Brunei: 150” Rampayoh R., LP 291B GR951801"